# 개굴몬
개굴몬(GEKOMON, ゲコモン)은 디지몬 시리즈에서 등장하는 가공의 캐릭터(몬스터)이다. 필살기는 나팔 공격이다.

## 진화과정
진화：올챙몬→개굴몬→왕개굴몬